# Romain Saïss
Romain Saïss (Bourg-de-Péage, 26 maart 1990) is een Marokkaans voetballer die doorgaans als centrale verdediger speelt. Hij verruilde Beşiktaş JK in juli 2023 voor Al-Sadd. Saïss debuteerde in 2012 in het Marokkaans voetbalelftal.

## Clubcarrière

### Begin Carrière
Saïss verruilde ASOA Valence in 2011 voor Clermont Foot. In 2013 trok hij naar Le Havre AC, waarvoor hij in twee seizoenen drie doelpunten in 61 competitieduels maakte in de Ligue 2.

### Angers SCO
In 2015 tekende de middenvelder bij het pas gepromoveerde Angers SCO. Op 8 augustus 2015 debuteerde hij voor zijn nieuwe club, in een competitieduel tegen Montpellier HSC. Hij kwam in het seizoen 2015/16 tot 35 optredens waarin hij drie keer scoorde. Uiteindelijk speelde hij hier één seizoen alvorens hij naar Engeland vertrok.

### Wolverhampton Wanderers
In de zomer van 2016 tekende Saïss een vijfjarig contract bij Wolverhampton Wanderers, dat destijds uitkwam in de Championship. Na 66 wedstrijden in de Championship werd hij in het seizoen 2017/18 kampioen met de 'Wolves' en promoveerde hij met de club naar de Premier League. In zijn eerste jaar in de Premier League eindigde hij met zijn team op de zevende plaats, goed voor kwalificatie voor de Europa League. Saïss speelt nu voor Besiktas uit Turkije.

## Clubstatistieken
| Seizoen                        | Club                    | Competitie      | Competitie | Competitie | Beker | Beker | Internationaal | Internationaal | Overig | Overig | Totaal | Totaal |
| Seizoen                        | Club                    | Competitie      | Wed.       | Dlp.       | Wed.  | Dlp.  | Wed.           | Dlp.           | Wed.   | Dlp.   | Wed.   | Dlp.   |
| ------------------------------ | ----------------------- | --------------- | ---------- | ---------- | ----- | ----- | -------------- | -------------- | ------ | ------ | ------ | ------ |
| 2011/12                        | Clermont Foot           | Ligue 2         | 17         | 1          | 2     | 0     | —              | —              | 0      | 0      | 19     | 1      |
| 2012/13                        | Clermont Foot           | Ligue 2         | 31         | 0          | 3     | 0     | —              | —              | 0      | 0      | 34     | 0      |
| 2013/14                        | Le Havre                | Ligue 2         | 27         | 1          | 1     | 0     | —              | —              | 0      | 0      | 28     | 1      |
| 2014/15                        | Le Havre                | Ligue 2         | 34         | 2          | 3     | 0     | —              | —              | 0      | 0      | 37     | 2      |
| 2015/16                        | Angers                  | Ligue 1         | 35         | 2          | 2     | 0     | —              | —              | 0      | 0      | 37     | 2      |
| 2016/17                        | Wolverhampton Wanderers | FL Championship | 24         | 0          | 1     | 0     | —              | —              | 0      | 0      | 25     | 0      |
| 2017/18                        | Wolverhampton Wanderers | FL Championship | 42         | 4          | 2     | 0     | —              | —              | 0      | 0      | 44     | 4      |
| 2018/19                        | Wolverhampton Wanderers | Premier League  | 19         | 2          | 7     | 0     | —              | —              | 0      | 0      | 26     | 2      |
| 2019/20                        | Wolverhampton Wanderers | Premier League  | 33         | 2          | 2     | 0     | 14             | 1              | 0      | 0      | 49     | 3      |
| 2020/21                        | Wolverhampton Wanderers | Premier League  | 27         | 3          | 3     | 0     | —              | —              | 0      | 0      | 30     | 3      |
| 2021/22                        | Wolverhampton Wanderers | Premier League  | 31         | 2          | 1     | 1     | —              | —              | 0      | 0      | 32     | 3      |
| 2022/23                        | Besiktas                | Süper Lig       | 11         | 0          | 0     | 0     | —              | —              | 0      | 0      | 11     | 0      |
| Carrière totaal                | Carrière totaal         | Carrière totaal | 331        | 19         | 27    | 1     | 14             | 1              | 0      | 0      | 372    | 21     |
| Bijgewerkt op 14 december 2022 |                         |                 |            |            |       |       |                |                |        |        |        |        |

## Interlandcarrière
Saïss debuteerde in 2012 in het Marokkaans voetbalelftal, in een oefeninterland tegen Togo. Hij maakte deel uit van de selectie voor de Afrika Cup 2017. Hij kwam hierop tot vier optredens en maakte tegen Togo zijn eerste treffer voor Marokko. Ook ging hij mee naar het WK 2018, waarop hij met Marokko in de groepsfase werd uitgeschakeld. Hij speelde alle drie de groepswedstrijden.
Hij werd als basisspeler weer geselecteerd voor de Afrika Cup 2019. Daarop speelde hij vier wedstrijden.

## Erelijst
| Kampioen Championship | 1x | 2017/18 |